# 5430 Luu
5430 Luu è un asteroide della fascia principale. Scoperto nel 1988, presenta un'orbita caratterizzata da un semiasse maggiore pari a 2,3647905 au e da un'eccentricità di 0,2239426, inclinata di 23,88889° rispetto all'eclittica.
L'asteroide è dedicato all'astronoma vietnamita naturalizzata statunitense Jane X. Luu.